# فيرنر أندرياس ألبرت
فيرنر أندرياس ألبرت (بالألمانية: Werner Andreas Albert)‏ هو موزع ألماني، ولد في 10 يناير 1935 في فاينهايم في ألمانيا.

## وصلات خارجية
- فيرنر أندرياس ألبرت على موقع ميوزك برينز (الإنجليزية)
- فيرنر أندرياس ألبرت على موقع أول ميوزيك (الإنجليزية)
- فيرنر أندرياس ألبرت على موقع ديسكوغز (الإنجليزية)